# Klein Matterhorn
Das Klein Matterhorn ist ein 3883 m ü. M. hoher Berg in den Walliser Alpen.
Es markiert das westliche Ende der vom Monte Rosa gegen den Theodulpass streichenden Bergkette und ist durch den Theodulpass vom (Gross) Matterhorn getrennt. Luftlinie ist das Matterhorn rund 7 km entfernt.
Der Berg ist Ausgangspunkt vieler Bergtouren, zum Beispiel aufs Breithorn, Castor, Pollux oder Startpunkt zum ganzjährigen Skifahren auf dem Theodulgletscher. Im Januar/Februar sind Temperaturen um −35 °C keine Seltenheit. Im Sommer wird es kaum wärmer als rund +5 °C.

## Seilbahnen

### Luftseilbahn
| Klein Matterhorn     | Klein Matterhorn        |
| -------------------- | ----------------------- |
| Standort:            | Zermatt                 |
| Bauart:              | Pendelbahn              |
| Baujahr:             | 23. Dezember 1979       |
| Berg:                | Klein Matterhorn 3820 m |
| Talstation:          | Zermatt                 |
| Zwischenstation:     | Trockener Steg 2930 m   |
| Höhendifferenz:      | 890 m                   |
| Streckenlänge:       | 3671 m                  |
| Fahrgeschwindigkeit: | 8 m/s                   |
| Anzahl der Gondeln:  | 2 Stk.                  |
| Anzahl der Stützen:  | 3 Stk.                  |
| Kapazität:           | 600 Pers./Stunde        |
| Hersteller:          | Von Roll                |
| Anmerkungen:         | Lift zum Gipfel 3883 m  |

Das Klein Matterhorn kann seit dem 23. Dezember 1979 mit einer Luftseilbahn von Zermatt aus über die Trockener Steg genannte Zwischenstation (2930 m) erreicht werden. Von der Bergstation (3820 m) führt ein Tunnel auf das südlich gelegene Gletscherplateau und damit zu dem Skigebiet, das von den Zermatter Bergbahnen als Matterhorn glacier paradise vermarktet wird. In der Mitte des Tunnels führen ein Personenaufzug und eine Treppe auf den eigentlichen Gipfel (3883 m). Auf der dortigen Aussichtsplattform hat man eine enorme Weitsicht und einen 360° Rundblick auf die umliegenden Gipfel der schweizerischen, italienischen und französischen Alpen.
Durch den Bau dieser Seilbahn hat das Klein Matterhorn der wenige Meter niedrigeren Aiguille du Midi (3842 m, Höhe der Bergstation: 3777 m) den Rang als höchster mit einer Seilbahn erreichbarer Punkt der Alpen abgenommen.
Die Pendelbahn wurde von Von Roll gebaut, die beiden Kabinen für je 100 Personen wurden von CWA geliefert. Sie hat einen Höhenunterschied von 890 m und eine schräge Länge von 3671 m mit zwei Tragseilen und einem Zugseil. Die drei Seilbahnstützen stehen oberhalb der Station Trockener Steg ziemlich dicht hintereinander. Das darauf folgende Spannfeld bis zur Bergstation ist so lang, dass die Kabinen nach der letzten Stütze zunächst an Höhe verlieren, bis sie den immer steiler werdenden Anstieg zur Bergstation beginnen. Es ist mit 2885 m das längste Spannfeld der Schweiz. Das Gehänge der Kabinen besteht deshalb aus einer sehr hohen Stahlgitterkonstruktion. Das Laufwerk hat 12 Rollen je Tragseil, insgesamt also 24 Rollen. Die Bahn fährt mit einer Geschwindigkeit von max. 8 m/s (28,8 km/h) und erreicht damit eine Förderleistung von max. 600 Personen pro Stunde.
Durch die schnelle Auffahrt treten bei empfindlichen Personen häufig Kopfschmerzen und andere Symptome der Höhenkrankheit auf.

### 3S-Bahnen
Eine weitere Möglichkeit, auf das Klein Matterhorn zu gelangen, ist die Dreiseil-Umlaufbahn. Sie wurde seit April 2016 gebaut und am 29. September 2018 eröffnet. Gebaut werden konnte wegen der ungünstigen Wetterbedingungen jeweils nur an 100 Tagen im Sommer. Sie ist die höchste 3S-Bahn der Welt und führt parallel zur heutigen Seilbahn vom Trockenen Steg aufs Klein Matterhorn. Die Beförderungskapazität wurde damit um 2000 Personen pro Stunde erhöht und ein ganzjähriger Bahnbetrieb ist nun möglich. Die Bahn besteht aus 25 Kabinen mit je 28 Sitzplätzen, der Hersteller der Kabinen ist SIGMA, das Design stammt von Pininfarina. Die Fahrzeit beträgt etwa 9 min bei 7,5 m/s.

#### Alpine Crossing seit 2023
Seit 1. Juli 2023 verbindet die von der Leitner AG erstellte 3S-Seilbahn „Matterhorn Glacier Ride II“ das Klein Matterhorn – den Theodulgletscher stützenlos querend – mit der Testa Grigia und ermöglicht damit die höchste Seilbahnüberquerung der Alpen. Das Design der zehn Kabinen mit je 28 Sitzplätzen stammt ebenfalls von Pininfarina. Zwei der Gondeln sind mit Glasboden ausgestattet. Finanziert wurde das Projekt überwiegend aus eigenen Mitteln. Dank der neuen Bahn können nun Rundreisende auf Europatour die Alpen an einer ihrer höchsten Gipfel überqueren, weshalb man zunächst darauf hoffte, dass sich das Projekt in 10–12 Jahren amortisiere. Dabei kostete eine einfache Fahrt zunächst 142 Franken, in der Hochsaison 156 Franken, retour 240 Franken. Allerdings verlief der Start zunächst holprig, insofern ein Tragseil noch im ersten Jahr ersetzt werden musste und die Zollbehörden ihre Zustimmung zum Gepäcktransport nur zögerlich erteilten. Rasch wurde auch klar, dass sich das Interesse an der Route auf den Sommer konzentrieren würde.

## Skigebiet
Das Klein Matterhorn ist Teil des ganzjährig geöffneten Skigebiets von Zermatt. Das Sommerskigebiet von Zermatt ist das grösste und höchstgelegene seiner Art in Europa.
Der Gobba di Rollin, einige hundert Meter südlich des Klein Matterhorns, an der Grenze zwischen Italien und der Schweiz, ist mit einer Höhe von 3899 m der höchste Punkt eines europäischen Skigebiets. Von dort ist eine direkte Abfahrt in das Skigebiet von Breuil-Cervinia über das Plateau Rosa oder den Theodulpass möglich.

## Gipfelrestaurant
Zur Wintersaison 2008/2009 wurde knapp unterhalb des Gipfels eine touristische Infrastruktur fertiggestellt, die unter anderem ein Restaurant mit 50 Plätzen und eine Alpinistenunterkunft umfasst. Das Gebäude wurde nach dem Passivhaus-Energiestandard Minergie P errichtet. Zum Jahr 2015 wurden das Restaurant sowie der Souvenirshop neu gestaltet.

## Gletscher-Palast
Ein neu angelegter Lift führt direkt vom Restaurant in den höchstgelegenen Gletscher-Palast der Welt. Dieser liegt rund 15 Meter unter der Gletscheroberfläche. Im Palast kann auf eindrückliche Weise der Gletscher mit seinen Spalten besichtigt werden. Ausserdem werden künstlerisch gestaltete Eisskulpturen ausgestellt.

## Nicht ausgeführte Projekte
2006 gab es in Zermatt einen Wettbewerb zur Verschönerung und Modernisierung des Klein Matterhorns, da abgesehen von einem Snack-Automaten hier zuvor keinerlei Gastronomie vorhanden war. Der Künstler Heinz Julen schlug vor, eine Glaspyramide mit Hotel und Restaurant mit darüberliegender Glasrampe bis auf eine Aussichtsplattform auf 4000 m zu konstruieren. Damit hätte Zermatt einen weiteren Viertausender bekommen.